# Kaveri Priyam
Kaveri Priyam (Bokaro, 22 ottobre 1994) è un'attrice indiana.

## Biografia
Kaveri è nata il 22 ottobre 1994 a Bokaro, nel Jharkhand, in India. Ha un fratello minore, Ritesh Anand, con cui gestisce un ristorante a Mumbai.

## Carriera
Ha debuttato nella serie televisiva Naagin 2 trasmessa dal 2017. Sempre nel 2017 ha recitato anche in Pardes Mein Hai Mera Dil e nella soap opera Savdhaan India. Successivamente, ha preso parte a Yeh Rishtey Hain Pyaar Ke nel 2018 e a Yeh Rishta Kya Kehlata Hai. Nel 2020 è tornata in scena recitando in Ziddi Dil Maane Na.
Ha fatto il suo debutto cinematografico nel 2018 con Tishnagi.

## Filmografia

### Cinema
- Tishnagi (2018)

### Televisione
- Naagin 2 - serie TV (2017)
- Pardes Mein Hai Mera Dil - soap opera (2017)
- Savdhaan India - serie TV (2017)
- Yeh Rishtey Hain Pyaar Ke - soap opera (2019-2020)
- Yeh Rishta Kya Kehlata Hai - soap opera (2019)
- Shakti - Astitva Ke Ehsaas Ki - soap opera (2021)
- Ziddi Dil Maane Na - soap opera (2021-2022)
- Maddam Sir - soap opera (2022)
- Wagle Ki Duniya – Nayi Peedhi Naye Kissey - soap opera (2022)
- Dil Diyaan Gallaan - soap opera (2022-)